# Cinctura lilium
Espèce
Synonymes
- Fasciolaria lilium

Cinctura lilium est une espèce de mollusque marin appartenant à la famille des Fasciolariidae.
- Répartition : côtes est des Amériques.

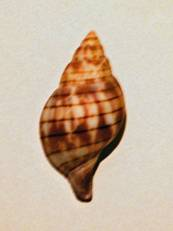
Coquille de Cinctura lilium.

- Longueur : 12 cm.

## Source
- Arianna Fulvo et Roberto Nistri (2005). 350 coquillages du monde entier. Delachaux et Niestlé (Paris) : 256 p.  (ISBN 2-603-01374-2)